# Canal 10 (España)
Canal 10 —nombre empresarial Film Success S. A.— fue el segundo canal de televisión privado en España. Su programación eran películas, telefilms, series, entretenimiento y música. Fue la primera emisora española que no emitía anuncios y no interrumpía las películas. Primero emitió dos meses de forma gratuita por satélite y luego pasó a ser un canal de pago. Sus emisiones empezaron en enero de 1988 y finalizaron en septiembre del mismo año. El canal llegó a los 654 abonados.

## Historia
Empezó en 1987 cuando varios inversores de telecomunicaciones se unieron para empezar una cadena privada. La falta de una ley concisa en emisiones televisivas privadas hizo que estos accionistas, con la ayuda del bufete de abogados de José María Calviño —expresidente de RTVE— encontraron un vacío legal que permitía una especie de legalidad del canal. Esta colaboración supuso la participación de Lake Wood Enterprises, Inc. —Panamá—, cuyo representante era José María Calviño, en el accionariado.
Se emitía desde Londres[5][5] a través del satélite Intelsat 5 que en aquel entonces era una de las pocas compañías con emisiones por satélite con cobertura en España. Esta circunstancia se aprovechaba de uno de los flecos legales que permitirían a Canal 10 emitir de forma casi legal. También Canal 10 pacta con diversos vídeos comunitarios —pequeñas redes locales de televisión de pago— la reemisión del canal.
Canal 10 comenzó sus emisiones el 25 de enero de 1988 de forma experimental, continuando de forma regular el día siguiente con la emisión de la película Kramer vs. Kramer sin anuncios por primera vez en España. La emisión era gratuita y no se requería más que un receptor analógico de satélite y una parabólica orientada a 1° Oeste.
La emisión dejó de ser gratuita el 8 de abril y su programación fija se estableció el 24 de abril del mismo año. Entonces la cadena empezó un relanzamiento de la marca, publicitándose en equipos deportivos —ciclismo— o incluso contratando una actriz hollywoodiense como Bo Derek —10, la mujer perfecta— para los anuncios de la cadena. La cuota de alta eran 15 000 pesetas, mientras que la suscripción mensual eran 3500 pesetas. Sólo era posible darse de alta en grandes ciudades —Madrid, Barcelona, Valencia y Bilbao—, ya que solo en esas Canal 10 efectuaba las instalaciones —gratuitas— de la parabólica y el receptor.
Las pocas altas hicieron que en mayo de 1988 los accionistas empezaran a preocuparse por la marcha del canal. Los más optimistas prevén que en un año o dos el canal alcance un nivel estable de perdidas, pero eso no calma a accionistas como la CLT que ya planea una marcha del accionariado en vistas de un posible concurso por parte del Gobierno español de licencias legales para emisoras privadas. En un intento de retener gastos, Canal 10 traspasa la producción del canal del equipo de Molinare a uno propio.
No fue suficiente para que la propia Molinare —continuidad del canal— imposibilitara la entrada de los empleados de Canal 10 a su trabajo el 1 de septiembre, haciendo que la cadena dejara de emitir por sorpresa de los abonados. El día siguiente la cadena informó de que no podía seguir adelante, acusando a que no se han generado ingresos y la precaria cifra de abonados —654—. Los accionistas pretenden enviar a Enrique Talarewitz, gestor de la cadena, a los tribunales por mala gestión; pero no lo consiguen por tener presuntamente «infiltrados» jueces y funcionarios.
El 18 de septiembre de 1988 Canal 10 presentaba la quiebra, según Europa Press. El portavoz del canal lo desmiente, pero no se hizo esperar la reacción de los acreedores del canal. El día siguiente tanto Editmedia S. A. y Broadcasting Trade Limited, que facilitaban contenidos al canal y su producción, demandan a canal 10 por impagos de 189 millones de pesetas.
El 12 de octubre acaba el culebrón, después de ser levantada la deuda a Canal 10, los 22 acreedores del canal acceden a presentar suspensión de pagos. Esta acción facilitaba una posible reencarnación del canal, pero ni Enrique Talarewitz ni Canal+ Francia estaban dispuestos a ello.

## Críticas políticas
Poco después de empezar la emisión, Canal 10 es acusado por Alianza Popular (AP) por tráfico de influencias por parte del Gobierno. AP advierte que Alfonso Guerra y diversos exempleados importantes de RTVE podrían estar aprovechando que el gobierno es de su parte para realizar una actividad ilegal. El 29 de enero de 1988 AP presenta en el congreso de los diputados un informe con las ilegalidades de Canal 10.
El canal tampoco se escapa de críticas en el extranjero. El Consell General —congreso de los diputados andorrano— en un pleno acusa a la Caja Andorrana de Seguridad Social (CASS) de estar realizando inversiones infructuosas en el extranjero con dinero obtenido de la seguridad social servida por la parapública. Más adelante la CASS al salir del accionariado entrará en una crisis financiera que le ha llevado problemas hasta la actualidad.
El 29 de octubre de 1988, la CASS pide en los juzgados españoles un embargo económico a Talarewitz por valor de 1200 millones de pesetas.

## Programación
- Cine: cine generalmente de estreno en la televisión y sin interrupciones. Se emitían varias películas al día.[5]
- 10 x 10: espacio musical presentado por Mon Santiso —actualmente en TVG—.
- Entre amigos 10: espacio de música y humor producido y presentado por José Luis Moreno.[5][10]
- Deportes: programas como Res Deportivo Gillette, Transworld, Top Sport Show, Wrestling, etc.[5]
- Series: clásicas —Bonanza, Mi bella genio, Un hombre en casa, etc.— y algunas de estreno —T. J. Hooker, Stingray, etcétera—.[4]
- Música: videoclips musicales, conciertos y programas como Tube, The Roxy, Totally Live, Supersonic, etc.
- Documentales.[5]
- Dibujos animados.[5]

## Instalaciones de recepción
Canal 10 realizaba instalaciones tanto individuales como colectivas.
En el caso de las colectivas, Canal 10 facilitaba una instalación que permitía a todo el vecindario a recibir el canal por dos frecuencias UHF distintas. La diferencia entre las dos frecuencias era el audio, en uno la versión original y en el otro en español.
Para las instalaciones individuales se cedía un receptor analógico satélite con sistema de decodificación.
En ambos casos, los técnicos contratados por Canal 10 instalaban una parabólica de tipo prime focus de 120 a 200 cm dependiendo de la situación geográfica en la península.

## Accionistas
Etapa inicial:
- Enrique Talarewitz (39 %)[6]
- Lake Wood Enterprises —José M. Calviño—[6]
- Caja Andorrana de Seguridad Social (15 %)[6]
- Caja de Ahorros de Vitoria (12 %)[6]
- Noara (10 %)[6]
- Canal+ Francia (10 %)[6]
- H. Capital (5 %)[6]
- CLT —Actualmente RTL— (5 %)[6]

Segunda etapa:
- Enrique Talarewitz
- Lake Wood Enterprises (José M. Calviño)
- CASS (Caja Andorrana de Seguridad Social)
- Caja de Ahorros de Vitoria
- Canal+ Francia
- Jacques Hachuel —parte accionariado de Talarewitz— (10 %)[11]
- Robert Maxwell —parte accionariado de Talarewitz— (10 %)[11]